# Ísak Bergmann Jóhannesson
Ísak Bergmann Jóhannesson (Sutton Coldfield, 23 maart 2003) is een IJslands voetballer die bij voorkeur als middenvelder speelt voor 1. FC Köln.

## Clubcarrière
In januari 2019 nam IFK Norrköping Jóhannesson over van ÍA Akranes. Op 26 september 2019 debuteerde hij als zestienjarige in de Allsvenskan tegen AFC Eskilstuna. In oktober 2020 werd ze een van de 60 meest veelbelovende talenten geboren in 2003 genoemd door het Britse The Guardian. Eind augustus 2021 ruilde hij IFK Norrköping in voor het Deense FC Kopenhagen.
Na vervolgens een periode te hebben gespeeld voor Fortuna Düsseldorf tekende hij in juli 2025 bij 1. FC Köln.

## Statistieken
| Seizoen         | Club            | Land                | Competitie      | Competitie | Competitie | Beker | Beker | Europees | Europees | Totaal | Totaal |
| Seizoen         | Club            | Land                | Competitie      | Wed.       | Dlp.       | Wed.  | Dlp.  | Wed.     | Dlp.     | Wed.   | Dlp.   |
| --------------- | --------------- | ------------------- | --------------- | ---------- | ---------- | ----- | ----- | -------- | -------- | ------ | ------ |
| 2018            | ÍA Akranes      | Vlag van IJsland    | Úrvalsdeild     | 1          | 0          | 0     | 0     | -        | -        | 1      | 0      |
| 2019            | IFK Norrköping  | Vlag van Zweden     | Allsvenskan     | 1          | 0          | 3     | 1     | -        | -        | 4      | 1      |
| 2020            | IFK Norrköping  | Vlag van Zweden     | Allsvenskan     | 28         | 3          | 3     | 0     | -        | -        | 31     | 3      |
| 2021            | IFK Norrköping  | Vlag van Zweden     | Allsvenskan     | 15         | 2          | 1     | 1     | -        | -        | 16     | 3      |
| 2021/22         | FC Kopenhagen   | Vlag van Denemarken | Superligaen     | 16         | 4          | 1     | 0     | 8        | 2        | 25     | 6      |
| 2022/23         | FC Kopenhagen   | Vlag van Denemarken | Superligaen     | 22         | 1          | 5     | 0     | 6        | 0        | 33     | 1      |
| Carrière totaal | Carrière totaal | Carrière totaal     | Carrière totaal | 83         | 10         | 13    | 2     | 14       | 2        | 110    | 14     |

## Interlandcarrière
Op 18 november 2020 debuteerde hij voor IJsland in de vriendschappelijke interland tegen Engeland.

## Privéleven
Jóhannesson is de zoon van Joey Gudjónsson en kleinzoon van Gudjón Thórdarson. Daarnaast is hij ook de neef van voetballers Bjarni Gudjónsson, Thórdur Gudjónsson, Jóhannes Kristinn Bjarnason en Oliver Stefánsson.